# Ćolić
Ćolić, hrvatska plemićka obitelj. Senjski Ćolići u vrelima zabilježeni su kao Chiolich, a slavonska grana kao Csollich.
Podrijetlo je navodno iz Hercegovine. Razlog pretpostavci je što se izvjesni Ćolići u vremenima prvim osmanskih upada spominju u vrelima. Godine 1483. u Dubrovnik su doselili nekoliki ogranci Ćolića. U Mletcima su zabilježeni kao plemeniti ("nobili") u Libro d'oro.
Od 16. stoljeća su u Senju. Već 1585. stječu patricijat gradski sudac Andrija i brat mu kanonik Antun. Ugarsko plemstvo stekli su Ćolići 1706. godine. 15 godina poslije stekli su i kranjsko plemstvo.
God. 1731 Juraj Vuk Ćolić (senjski biskup) i još trojica Ćolića dobili su proširenje grba i predikat "de Lewenspergh (Löwensperg, Löwensberg)". Juraj Vuk stekao je i ugarski barunat 1753. i iste je godine proglašen na Hrvatskom saboru, ali ota čast nije prenesena na ostale članove obitelji, premda je imala više istaknutih crkvenih, vojnih i političkih djelatnika.
Pretpostavlja se da je u slavonsku Privlaku preselio jedan ogranak obitelji Ćolića u 18. stoljeću. Slavonski Ćolići do 1763. nose nadimak Demko. Dali su ugledne časnike husarskih i pješačkih i vojnograničarskih pukovnija u Slavoniji, Lombardiji i Galiciji, istaknutih u ratovima. Prvi se spominje Tomo, a istakao se u ratovima i sin mu Kuzma. Kuzma je imao petoricu sinova, Marka, Pavla, Alberta, Nikolu i Ferdinanda. Osobitu su karijeru ostvarili Marko Ćolić koji je postao general i Pavao Ćolić koji je postao podmaršal. Kuzmina kći Eliza mati je bana Šokčevića. Markov sin Niceta (Nikola) istaknuo se u Italiji 1848./49. i poslije kao zapovjednik konjaničke pukovnije u Sedmogradskoj. Sinovi mu bili visoki dužnosnici. Beno Ćolić bio je zapovjednik Osijeka a Gejza Ćolić, tajnik domobranskog ministarstva u Budimpešti. Ono što nije pošlo biskupu Jurju Vuku, pošlo je obitelji za rukom 1810. godine. Stekli su ugarski barunat 1810. godine, a 1820. i ugarski indigenat i potvrdu staroga ugarskog plemstva.